# Fontane Effi Briest
Fontane Effi Briest (vollständiger Titel: Fontane Effi Briest oder Viele, die eine Ahnung haben von ihren Möglichkeiten und ihren Bedürfnissen und trotzdem das herrschende System in ihrem Kopf akzeptieren durch ihre Taten und es somit festigen und durchaus bestätigen) ist ein Film von Rainer Werner Fassbinder aus dem Jahr 1974. Der Film basiert auf dem Roman Effi Briest von Theodor Fontane.

## Handlung
Als der Baron Geert von Innstetten um die Hand der zwanzig Jahre jüngeren Effi Briest anhält, besinnt Effi sich nicht lange, und noch am gleichen Tag ist Verlobung. Sie erhofft sich von der Heirat mit dem viel älteren Mann ein Leben in Luxus. Aber sie fühlt sich in ihrer neuen Heimat, einem kleinen Ostsee-Badeort, einsam. Sie ist unglücklich, ohne es sich immer ganz einzugestehen, weil sie sich von ihrem prinzipientreuen und ehrgeizigen Mann, trotz erwiesener Zuneigung, nicht wirklich geliebt weiß. Zunächst nur Abwechslung, dann Verwirrung bringt die Bekanntschaft mit dem neuen Bezirkskommandanten Major Crampas, dem auch ihr Mann sich freundschaftlich verbunden fühlt. Zwischen Effi und Crampas entwickelt sich eine zwischen Tändelei und Leidenschaft pendelnde Beziehung, die mit dem Umzug der Familie Innstetten nach Berlin endet. Innstetten entdeckt nach sechs Jahren zufällig jene frühere Beziehung zwischen Crampas und seiner Frau. Er fordert Crampas zum Duell und tötet ihn. Er verstößt Effi, behält die Tochter Annie und erzieht sie in einer Art Abwehr gegen ihre Mutter. Außerdem wird sie von ihren Eltern verstoßen, worauf Effis Lebenswillen und Lebenskraft gebrochen sind. Sie wird durch nervliche Belastung sterbenskrank. Deshalb rät der Arzt den Eltern, Effi wieder aufzunehmen. Auf dem elterlichen Gut stirbt sie dann in Versöhnung mit allen.

## Hintergrund
Fassbinders Verfilmung ist die vierte des Fontane-Romans. Das Besondere seiner Adaption ist, dass er nicht nur den Inhalt übersetzt. Anstatt eine Illusion aufzubauen, lässt er eine solche durch seine formal-ästhetische Vermittlungsweise erst gar nicht aufkommen. Eine vorlesende Off-Stimme, Weißblenden, Inserts, Einblendungen von Schrift etc. schaffen Analogien zum Leseprozess.
Im Gegensatz zur Luderer-Verfilmung von 1970 stellt Fassbinder Effi nicht als Opfer der steifen preußischen Gesellschaft dar. Er scheint vielmehr nahelegen zu wollen, dass der Mensch nicht auf Veränderung oder gar Einsicht vonseiten der Obrigkeit warten sollte, sondern selbst den Schritt machen muss heraus aus seiner Unmündigkeit.

## Kritiken
„Theodor Fontanes Roman vom Scheitern einer Ehe in einem beklemmenden Geflecht gesellschaftlicher Zwänge in einer vor allem in der Lichtführung äußerst subtil inszenierten und stilistisch geschlossenen Verfilmung. Fassbinder reflektiert dabei nicht nur die gesellschaftliche Situation seiner Figuren, sondern letztlich auch die des Künstlers, der sie beschreibt.“

„Jedes Wort, im Dialog und im Kommentar, der den Dialog aufnimmt, weiterführt, der Handlung vorgreift oder eine Dialektik zum Bild entwickelt, steht bei Fontane: keine Literaturverfilmung, sondern ein Film als Lektüre; man sieht und hört und liest einen Roman.“

„Durch die kluge Inszenierung und die gelungene Verdichtung der Handlung auf Fassbinders zentrales Thema, liegt mit „Fontane Effi Briest“ eine Literaturadaption vor, die Fassbinders Ansicht über Verfilmungen einer Textvorlage eindrücklich demonstriert: Literaturverfilmung heißt für Fassbinder nicht die bloße Bebilderung des Geschriebenen, um eine möglichst große Schnittstelle der Phantasiegebilde der Leser zu erreichen, sondern die Möglichkeit einen Film zu machen, der den Rezipienten herausfordert; ein Film eben, bei dem das Denken nicht aufhört, sondern anfängt.“

## Auszeichnungen
1974 gewann der Film bei den Internationalen Filmfestspielen in Berlin den Interfilm Award und war für den Goldenen Bären nominiert.

## Randnotizen
Als Regieassistent Fassbinders wirkte der damalige Berliner APO-Aktivist Rainer Langhans mit.

## Synchronisation
Fast alle Darsteller (außer Hanna Schygulla, Wolfgang Schenck und Karlheinz Böhm in den drei Hauptrollen) wurden von anderen Schauspielern synchronisiert, um einen zusätzlichen Verfremdungseffekt zu erzielen. Fassbinder selbst übernahm die Dialogregie. 
| Rolle                | Darsteller        | Sprecher          |
| -------------------- | ----------------- | ----------------- |
| Major Crampas        | Ulli Lommel       | Wolfgang Hess     |
| Roswitha             | Ursula Strätz     | Renate Küster     |
| Johanna              | Irm Hermann       | Margit Carstensen |
| Frau von Briest      | Lilo Pempeit      | Rosemarie Fendel  |
| Herr von Briest      | Herbert Steinmetz | Arnold Marquis    |
| Apotheker Gieshübler | Hark Bohm         | Kurt Raab         |
| Annie                | Andrea Schober    | Eva Mattes        |